# 洛桑条约纪念碑
洛桑条约纪念碑和博物馆（土耳其語：Lozan Anıtı ve Müzesi)是一座纪念碑和博物馆，纪念1923年的洛桑条约，位于土耳其埃迪尔内省卡拉阿奇。纪念碑于1998年开放，博物馆就在它旁边的旧火车站大楼内。

## 背景

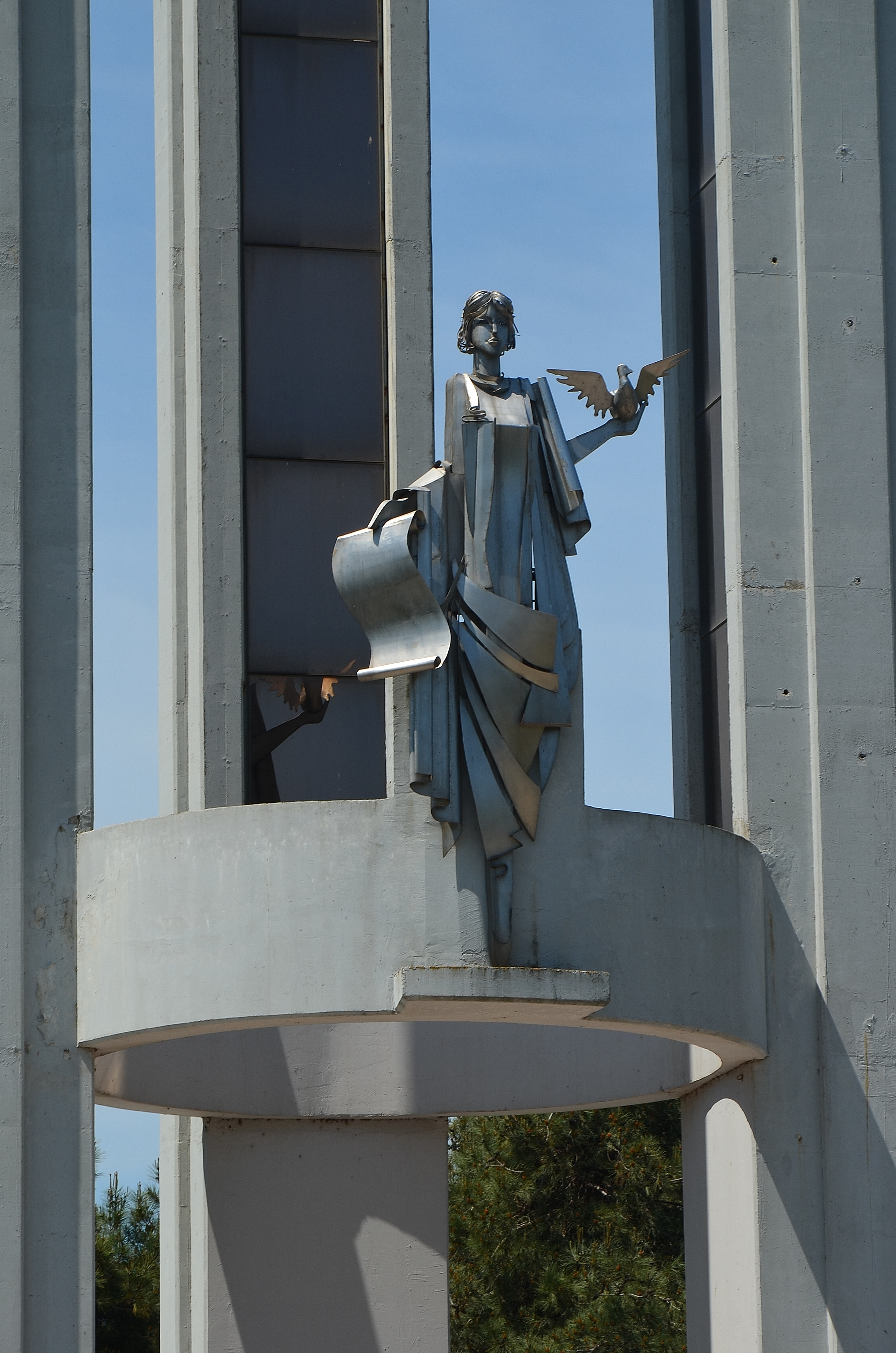

1920年8月10日，奥斯曼帝国与协约国签订了塞夫尔条约,标志着第一次世界大战的结束。但是，由于领土损失惨重，土耳其国民运动拒绝接受。土耳其独立战争后，击败英国、法国、意大利和希腊的盟军, 占领了土耳其大陆的大部分地区，1923年7月24日，洛桑条约在瑞士洛桑签署。这第二个和平条约结束了土耳其民族主义者与协约国之间的冲突，也划定了现代土耳其共和国的边界。
根据条约，重新划定希腊和土耳其的边界，埃迪尔内（当时称为哈德良堡）的卡拉阿奇区)位于马里查河南岸，从希腊划回土耳其。卡拉阿奇车站是埃迪尔内的主要火车站，一直使用到 1971 年，当时在马里查河的另一边建造了一个新车站。旧火车站及周边地区随后分配给特拉基亚大学，之后安置了大学行政部门。
1996年，特拉基亚大学决定在原火车站附近建立纪念碑和博物馆。新纪念碑于1998年3月29日破土动工，仅用了四个月的时间。 1998 年 7 月 19 日，共和国成立 75 周年，当时的土耳其总统苏莱曼·德米雷尔（1993-2000 年）为其揭幕。
为了纪念土耳其共和国成立 74 周年，纪念碑周围的区域种植 74 棵幼树，被建立为公共公园。此后，决定每年种植一棵新的幼树。
特拉基亚大学预算该项目花费1480亿土耳其里拉（当时约合 617,000 美元）。

## 纪念碑
这座纪念碑由三根大小不一的混凝土柱组成，立在三个独立的混凝土台上，倾斜45度。最高的柱子高36.45米，代表安纳托利亚，土耳其的亚洲大陆部分。第二高柱子高31.95米，代表色雷斯，即土耳其的欧洲部分。第三根柱子，位于中间，代表卡拉阿奇，高17.45米。连接柱子的混凝土环高7.2米，代表团结。前方一尊4.2米高的年轻女子金属雕像代表美学、优雅和正义。这位年轻女子的左手拿着象征和平与民主的鸽子，右手拿着代表《洛桑条约》的文件。纪念碑脚下一个半径为15米的半圆形水池，代表土耳其三边的海洋。在洛桑会议期间担任土耳其首席谈判代表的伊斯麦特·伊诺努（1884–1973）的半身像位于公园内的入口处。

## 博物馆
在卡拉阿奇火车站的附属建筑中，建立了一个博物馆。在两个房间中，陈列关于《洛桑条约》的所有文件、记录和照片，以及伊斯麦特·伊诺努的个人物品和描绘他的漫画。与和约有关的各种书籍，陈列在入口走廊上。